# Stéphanie Roza
Stéphanie Roza est une chercheuse française née en 1979, spécialiste des idées des Lumières et de la Révolution française et de leur héritage jusqu'au monde contemporain.
Elle se revendique d'un marxisme humaniste et d'une gauche progressiste. 

## Domaine de recherche
Titulaire d'une agrégation en philosophie (2004) et d'un doctorat en philosophie politique soutenu en 2013 avec une thèse intitulée Comment l’utopie est devenue un programme politique : Morelly, Mably, Babeuf, un débat avec Jean-Jacques Rousseau, Stéphanie Roza est chargée de recherches au CNRS. Elle enseigne l'histoire des pensées républicaines et socialistes, de l'époque des Lumières et de la Révolution française à la France du XXIe siècle à l'université Paul-Valéry  – Montpellier 3 et à l’École normale supérieure de Lyon.
Elle se revendique d'un marxisme humaniste et d'une gauche progressiste.
Dans son ouvrage de 2020, La Gauche contre les Lumières, elle estime qu'a émergé récemment un courant au sein de la gauche qui, au nom de l'émancipation des dominés — une valeur traditionnellement de gauche —, s'attaque à ce qu'elle juge être l'héritage des Lumières : le rationalisme, le progressisme et l’universalisme,,,. Face à ce qu'elle perçoit comme une menace, elle prône le retour au socle de valeurs communes de la gauche, représenté selon elle par la pensée universaliste de Jaurès.
En 2022 son ouvrage Lumières de la gauche examine le devenir des Lumières dans les pensées modernes de la libération par l’égalité. Elle y développe l'idée que l'émancipation telle que la promeut une partie de la gauche actuelle a divergé de et s'oppose même à ce qu'elle signifiait au XVIIIe siècle et qui a animé la pensée des Gracchus Babeuf, Mary Wollstonecraft, Toussaint Louverture, Marx, Sartre, Kropotkine et C. L. R. James.
En 2024 elle critique dans Marx contre les Gafam les nouvelles formes de domination instaurées par les géants du numérique — aliénation et manipulation des citoyens — en s'appuyant sur la pensée de Marx.

## Publications
- Comment l’utopie est devenue un programme politique. Du roman à la Révolution, Paris, Classiques Garnier, coll. « Les Anciens et les Modernes – Études de philosophie », 2015, 398 p. (ISBN 9782812437052)[13]
- La Gauche contre les Lumières, Paris, Fayard, 2020, 201 p. (ISBN 978-2-213-71331-1)
- Lumières de la gauche, Paris, éditions de la Sorbonne, coll. « La philosophie à l’œuvre », mars 2022, 300 p. (ISBN 9791035106683)

- Marx contre les GAFAM, Paris, PUF, coll. « Questions républicaines », 11 septembre 2024, 256 p. (ISBN 978-2130829652)

### Direction d'ouvrage
- Avec Jean-Numa Ducange et Razmig Keucheyan, Histoire globale des socialismes, abécédaire des notions, figures et moments du socialisme, Presses universitaires de France, 2021
- Avec Pierre Crétois, Le Républicanisme social : une exception française, Paris, Publications de la Sorbonne, coll. « La philosophie à l'œuvre », 2014  (ISBN 978-2-85944-789-2)

### Multimédia
- Walter Markov, Jacques Roux, le curé rouge, traduction de Stéphanie Roza, appareil critique de Jean-Numa Ducange et Claude Guillon, postface de Matthias Middell, Paris, Libertalia, Société des études robespierristes, 2017  (ISBN 978-2-37729-013-0)